# Charlie Drayton
Charles H. Drayton (Brooklyn, 5 mei 1919 - Los Angeles, 31 juli 1953) was een Amerikaanse contrabassist in de jazz en rhythm & blues. 
Drayton speelde van 1938 tot aan zijn overlijden bas op 52 opnamesessies, waaronder de eerste opnames van Ben Webster in 1944. Hij werkte verder mee aan opnames van onder andere Louis Jordan, Benny Carter, Billie Holiday, Russell Jacquet, Julia Lee, Helen Humes, Claude Trenier en Lucky Thompson.     
In 1946 speelde hij verschillende keren met musici van de Jazz At The Philharmonic. Hij speelde tevens in de eerste 'Herds' van Woody Herman en werkte kort voor zijn overlijden met Howard Rumsey (1952).
Drayton is de vader van producer Bernard "Bernie" Drayton en opa van drummer Charley Drayton.
- Bibliothèque nationale de France: cb140450253 (data)
- International Standard Name Identifier: 0000 0000 0103 0691
- MusicBrainz: 51eb5da3-7e9f-461c-a7bf-13cf50ced2b2
- Virtual International Authority File: 51891020